# Huis van Thani
Het Huis van Thani is de heersende familie van Qatar, waarvan de oorsprong teruggaat tot de Adnanitische Banu Tamim-stam. Tegenwoordig leiden Tamim bin Hamad Al Thani en zijn moeder Moza bint Nassir het huis.

## Geschiedenis
De Al Thani-familie kan worden herleid tot Mudar bin Nizar, een afstammeling van Ismail. De stam verhuisde van de stad Najdi in Ushaiger en vestigde zich in de oase van Gebrin in het zuiden van Nadjd (het huidige Saoedi-Arabië) voordat ze naar Qatar verhuisden. Rond de 17e eeuw woonde de stam in Ushaiger, een nederzetting ten noordwesten van Riyad. Ze vestigden zich rond de jaren 1720 in Qatar. Hun eerste nederzetting in Qatar was in de zuidelijke stad Sikak en van daaruit verhuisden ze noordwestelijk naar Zubarah en Al Ruwais. Ze vestigden zich in de 19e eeuw in Doha onder hun leider Mohammed bin Thani. De groep is vernoemd naar de vader van Mohammad, Thani bin Mohammad.

## Structuur
De familie bestaat uit vier Arabische hoofdfamilies: Banu Qasem, Bani Ahmed, Bani Jaber en Bani Thamer. Begin jaren negentig van de 20ste eeuw werd het aantal familieleden geschat op ongeveer 20.000.
De familie en hun familieleden en medewerkers bezitten aanzienlijke eigendommen in de wijk Mayfair in Londen, met naar schatting een kwart van de 279 acres van Mayfair, waaronder twee van de bekendste luxehotels in het gebied, The Connaught en Claridge's. Het gebied heeft de bijnaam "Little Doha" gekregen.